# 林之驥
林之驥，字子千，福建莆田縣人，明末官員。

## 生平
崇祯十五年（1642年）壬午科福建鄉試四十一名舉人，崇禎十六年（1643年）聯捷癸未科進士。崇禎十七年（1644年）任直隸江陰縣知縣，不懂當地方言，眾號「林木瓜」。弘光元年（1645年），清軍破南京，下薙發令，之驥哭廟，解印綬去，時五月二十五日。

## 家族
曾祖林天觀。